# Harry Owens
Harry Owens (Nebraska, Estados Unidos, 18 de abril de 1902-Eugene (Oregon), 12 de diciembre de 1986) fue un compositor de canciones estadounidense, principalmente conocido por haber compuesto Sweet Leilani en 1934, canción que fue interpretada tres años después por Bing Crosby en la película Waikiki Wedding, ganando el premio Óscar a la mejor canción original de dicho año.

## Premios y distinciones
Premios Óscar
| Año  | Categoría              | Canción         | Película        | Resultado |
| ---- | ---------------------- | --------------- | --------------- | --------- |
| 1938 | Mejor canción original | «Sweet Leilani» | Waikiki Wedding | Ganador   |